# Origo Gentis Langobardorum
Origo Gentis Langobardorum je kratko besedilo iz 7. stoletja, pisano v latinščini, ki opisuje mitološki izvor Langobardov. Prvi del govori o izvoru in imenu Langobardov, drugi del pa je bolj podoben seznamu kraljev do vključno Perktarita (vladal 672-688) in pomaga datirati izvirne dele besedila.

## Rokopisi
Besedilo je ohranjeno v treh kodeksih, ki vsebujejo predvsem legalistične spise, zbrane med vladavino kralja Rotarija, znane kot Edictum Rotari (Rotarijev edikt) ali  Leges Langobardorum (Langobardski zakoni). 
Prvi kodeks  z  Origo Gentis Langobardov je v Modeni (Biblioteca Capitolare 0.I.2, 9. stoletje), drugi v  Cava de 'Tirreni (Archivio Della Badia 4, začetek 9. stoletja),  tretji pa v Madridu (Biblioteca Nacional 413, zgodnje 11 stoletje). 
Origo  je dokaj zvesto povzet v Historia Langobardorum (Zgodovina Langobardov) Pavla Diakona, samo da je Pavel spor z Vandali ločil od posvetovanja z boginjo Frigg in Godinom (Odinom).  Opis posvetovanja Pavel začenja z loco antiquitas ridiculam fabulam – nora in  smešna antična zgodba, se pravi, da je (kot benediktinski menih) ni jemal resno. Za razliko od Izvora, ki se je ohranil v samo treh prepisih, obstaja več sto prepisov Pavlove Historiae.

## Vsebina

### Izvor
Besedilo omenja otok Skandanan, domovino Vinilov. Vladali so jim Gambara in njuna sinova Ibor in Ajo. Vladarji Vandalov, Ambrov in Asov so od njih zahtevali plačilo davka, ki so ga zavrnili in se odločili za borbo.  Ambri in Asi so odšli h Godanu (Odinu) in ga prosili za zmago nad Vinili. Godan jim je odgovoril, da bo zmago dal tistim, ki jih bo prve zagledal ob sončnem vzhodu. Vinili so za zmago prosili Godanovo ženo, boginjo Frigg. Frigg jim je svetovala, naj njihove ženske svoje dolge lase povežejo čez obraz, da bodo videti kot brada, in se v borbi pridružijo svojim možem. Ob sončnem vzhodu jer Frigg obrnila Godanovo posteljo proti vzhodu in ga zbudila. Godan je zagledal bradate vinilske  ženske in vprašal: »Kdo so ti dolgobradci?« Frigg mu je odgovorila: »Če si jim dal ime, jim daj še zmago!« Od tistega dne so se Vinili imenovali Dolgobradci – Langobardi.

### Selitev
Langobardi so po tem dogodku nadaljevali selitev in prišli v Golaido, verjetno na reko Odro. Kasneje so vladali v Aldonu in Antaibu (nejasno, morda Bavarska),  Bajnaibu (tudi Bantaibu, morda Češka) in Burgundaibu (morda ozemlje Burgundov ob srednjem Renu). Za kralja so izbrali Agionovega sina Agilmunda iz družine Gugingov. Kasneje so jim vladali Lajamiho iz iste dinastije, za njim pa Letuk, ki je vladal kakšnih štirideset let. Nasledil ga je sin Aldihok, njega pa Godeok.

### Podonavje
Iz Ravene je (leta 487) z Alani prišel Avdohari (Odoaker) in se v Rugilandi (Spodnja Avstrija) spopadel z Rugijci. Ubil je njihovega kralja Teuvanuja in se z mnogo ujetniki vrnil v Italijo. Langobardi so se zatem preselili na ozemlje Rugijcev in tam živeli nekaj let. 
Godeoka je nasledil sin Klafon, njega pa sin Taton.   Langobardi so se tri leta zadržali na Feldu, kjer se je Taton spopadel s Heruli in ubil njihovega kralja Rodolfa. 
Unihov sin Vako je ubil Tatona, Tatonov sin Ildih pa se je spopadel z Vahom, vendar je moral pobegniti h Gepidom, kjer je umrl. Vaho je imel tri žene. Prva, Rajkunda, je bila hčerka turingijskega kralja Fisuda. Druga, Avstrigusa, je bila hčerka Gepida in je imela dve hčerki: Vizigardo, poročeno s frankovskim kraljem Teodepertom, in Valderado, poročeno z drugim frankovskim kraljem Suskaldom, ki je ni maral in jo je dal Garipardu. Tretja žena, Silinga,  je bila hčerka herulskega kralja in je imela sina Valtarija, ki je nasledil Vakona in vladal sedem let. Zadnji iz letinške dinastije je bil Farigajd.
Za Vatarijem je vladal Audoin, ki je vodil Langobarde v Panonijo. Za njim sta vladala njegov sin Alboin in njegova žena Rodelinda. Alboin se je spopadel in ubil gepidskega kralja Kunimunda. Za ženo je vzel Kunimundovo hčerko Rozemundo, po njeni smrti pa Flutsuindo, hčerko frankovskega kralja Flotarija. Imela je hčerko Albsuindo. 

### Italija
Langobardi so po 42 letih prebivanja v Panonski nižini meseca aprila (565) pod Alboinovim vodstvom odšli v Italijo. Dve leti kasneje (567) je Alboin postal vladar Italije. Vladal je tri leta, dokler ga nista v Veroni ubila Hilmihis in njegova žena Rozamunda. Langobardi niso želeli, da jim vlada Hilmihis, zato sta na pomoč poklicala ravenskega prefekta Longina.  Hilmihis in Razamunda sta z Alboinovo hčerko  Albisuindo in celo langobardsko zakladnico pobegnila v Raveno. Longin je poskušal pregovoriti Rozamundo, naj ubije Hilmihisa in se poroči z njim. Rozamunda je zastrupila Hilmihisovo pijačo, ko jo je popil in ugotovil, da je zastrupljena, pa jo je nagovoril, naj pije z njim in oba sta umrla. Longinu je ostal ves langobardski zaklad in princesa Albsuinda, katera je odpeljal s seboj v Konstantinopel.
Po Alboinu je dve leti kraljeval Klef, njemu pa je sledilo dvanajst let dolgo medvladje, v katerem so Langobardom vladali vojvode. Potem so za kralja izvolili Klefovega sina Avtarija, ki je vladal sedem let. Poročil se je s Teodelindo, hčerko Garibalda in Valderade Bavarske. S Teodelindo je prišel tudi njen brat Gundoald, katerega je Avtarij imenoval za vojvodo Astija. 
Po Avtarijevi smrti se je s Teodelindo poročil torinski vojvoda Akuo in postal Langobardski kralj. Pobil je svoje nasprotnike Zangrolfa Veronskega, Mimulfa z Otoka svetega Julija, Gajdulfa Bergamskega in druge. S Teodelindo je imel hčerko Gunpergo in je vladal šest let.
Za njim je dvanajst let vladal Aroal in za njim Rotari iz družine Arodov. Osvojil je rimsko mesto in trdnjavo in se na reki Scutella spopadel z Rimljani in ubil 8.000 njihovih vojakov. Vladal je sedemnajst let. Za njim je devet let vladal Aripert, nato pa devet let Grimoald. Za njim je na prestol prišel Bertari. 